# Victor Moses
Victor Moses (Kaduna, 12 de dezembro de 1990) é um futebolista nigeriano que atua como ponta-direita ou lateral-direito. Atualmente está no Luton Town.

## Carreira

### Início
Revelado pelo Crystal Palace, Moses conquistou grande destaque durante a temporada 2011–12 da Premier League, quando marcou seis gols e deu seis assistências atuando pelo modesto Wigan.
Ao fim da temporada, vários clubes do país tinham interesse no nigeriano, que acabou sendo contratado pelo Chelsea no dia 24 de agosto de 2012. O curioso é que, já com a temporada em andamento na data da transferência, Moses havia jogado contra o Chelsea apenas cinco dias antes, em jogo válido pela primeira rodada da Premier League 2012–13.

### Liverpool
No dia 2 de setembro de 2013, o Chelsea anunciou seu empréstimo ao Liverpool.

### Internazionale
A pedido do técnico Antonio Conte, com quem já havia trabalhado no Chelsea, foi anunciado como novo reforço da Internazionale no dia 23 de janeiro de 2020.

## Seleção Nigeriana
Nigeriano de nascimento, Moses chegou a atuar pelas categorias de base da Seleção Inglesa, mas optou por atuar pela Seleção Nigeriana após profissionalizar-se. Recebeu sua primeira convocação em fevereiro de 2011, para um amistoso contra a Guatemala, mas o jogo acabou sendo cancelado. Foi novamente convocado no mês seguinte, mas sua estreia pela seleção foi novamente frustrada após seu pedido à FIFA para a troca de nacionalidade (por ter atuado pela Inglaterra quando mais novo) não ter chegado a tempo. Após um entrave de alguns meses com a entidade máxima do futebol, veio a fazer sua estreia pela Nigéria quase um ano depois, no dia 29 de fevereiro de 2012, numa partida contra Ruanda.

## Vida pessoal
Segundo o Ministério Portas Abertas, Victor Moses sofreu muito por ser de família cristã em um país dividido.
Natural de Kaduna, capital do estado de Kaduna, Victor cresceu em meio a intolerância religiosa praticada por muçulmanos radicais contra os cristãos e seu pais foram vítimas dessa perseguição.
O pai do atleta era o pastor Austine que, em 2000, foi assassinado ao lado de sua esposa, Josephine. O casal estava em casa quando o imóvel foi invadido por extremistas que tentavam forçar a implantação da sharia (lei muçulmana) no estado de Kaduna. O atentado durou cinco semanas e deixou 5 mil mortos. Moses não estava em casa no dia do ataque, pois já era jogador e estava em outra localidade. Ele precisou fugir para a Inglaterra, sendo acolhido por seus familiares que moravam em Londres e assim ele passou a viver como refugiado. 
O atleta conseguiu se destacar no futebol atuando em vários times ingleses, até chegar ao Chelsea em 2012.

## Títulos
Chelsea
- Campeonato Inglês: 2016–17
- Copa da Inglaterra: 2017–18
- Liga Europa da UEFA: 2012–13, 2018–19

Spartak Moscou
- Copa da Rússia: 2021–22

Nigéria
- Campeonato Africano das Nações: 2013

### Prêmios individuais
- IFFHS MEN’S ALL TIME NIGERIA DREAM TEAM[11]